# Fujian Benz Automotive
Die Fujian Benz Automotive Co., Ltd. ist ein Nutzfahrzeughersteller mit Sitz in Fuzhou (China).

## Geschichte
Das Unternehmen wurde am 8. Juni 2007 als Fujian Daimler Automotive Co., Ltd. gegründet. Es handelt sich um ein Joint-Venture, an dem die Fujian Motor Industry Group und die Hong Kong Daimler Vans Limited (wiederum ein Joint-Venture zwischen Daimler und der Taiwan China Motor Corporation) jeweils 50 % halten.
Das erste Fahrzeug – ein Viano – lief 2010 vom Band. Zu diesem Zeitpunkt waren 1300 Mitarbeiter im Unternehmen tätig.
Am 1. März 2012 erfolgte die Umbenennung von Fujian Daimler zu Fujian Benz. Zudem entstand 2013 das erste Forschungs- und Entwicklungszentrum für Daimler außerhalb Deutschlands.
Im März 2016 wurde eine Beteiligung der Beijing Automotive Group von 35 % an Fujian Benz vereinbart.

## Modelle
Bei Fujian Benz werden die Modelle Mercedes-Benz Vito und V-Klasse für den chinesischen Markt hergestellt.
Bis 2017 wurde ebenfalls der Sprinter NCV3 in einer für den chinesischen Markt angepassten Variante gebaut.